# Saint-Quentin-la-Motte-Croix-au-Bailly
 Saint-Quentin-la-Motte-Croix-au-Bailly  es una población y comuna francesa, en la región de Picardía, departamento de Somme, en el distrito de Abbeville y cantón de Ault.

## Demografía
| 1273 | 1256 | 1318 | 1292 | 1319 | 1310 |
| Para los censos de 1962 a 1999 la población legal corresponde a la población sin duplicidades (Fuente: INSEE [Consultar]) |      |      |      |      |      |